# Pèrenoir mantelé
Loxipasser anoxanthus
Genre
Espèce
Statut de conservation UICN

 LC  : Préoccupation mineure
Le Pèrenoir mantelé (Loxipasser anoxanthus), aussi appelé Sporophile mantelé, est une espèce de passereaux de la famille des Thraupidae. C'est la seule espèce du genre Loxipasser.
Il est endémique de la Jamaïque.

### GenreLoxipasser
- (en) Zoonomen Nomenclature Resource (Alan P. Peterson) : Loxipasser  dans Thraupidae
- (en) Animal Diversity Web : Loxipasser
- (en) NCBI : Loxipasser (taxons inclus)
- (en) UICN : taxon  Loxipasser  (consulté le 7 janvier 2023)

### EspèceLoxipasser anoxanthus
- (fr) Oiseaux.net : Loxipasser anoxanthus (+ répartition)
- (en) Congrès ornithologique international : Loxipasser anoxanthus dans l'ordre Passeriformes
- (en) Zoonomen Nomenclature Resource (Alan P. Peterson) : Loxipasser anoxanthus  dans Thraupidae
- (en) Animal Diversity Web : Loxipasser anoxanthus
- (en) NCBI : Loxipasser anoxanthus (taxons inclus)
- (en) UICN : espèce Loxipasser anoxanthus  (Gosse, 1847)